# 848 Inna
Inna (asteroide 848) é um asteroide da cintura principal, a 2,5692868 UA. Possui uma excentricidade de 0,1720412 e um período orbital de 1 996,63 dias (5,47 anos).
Inna tem uma velocidade orbital média de 16,90794443 km/s e uma inclinação de 1,04532º.
Este asteroide foi descoberto em 5 de Setembro de 1915 por Grigory Neujmin.